# تاریک‌مرغ حنایی
تاریک‌مرغ حنایی (نام علمی: Lipaugus unirufus) نام یک گونه از سرده مرغ‌های تاریک است.